# Dragutin Skoko
Dragutin Skoko (Karlovac, 24. srpnja 1930.), hrvatski akademik.

## Životopis
Redoviti je član Hrvatske akademije znanosti i umjetnosti.